# 稜背蜥屬
稜背蜥屬（學名：Cristidorsa），為蜥蜴亞目飛蜥科下的一屬。

## 辭源
該屬學名「Cristidorsa」為拉丁文，其中字首「Cristi-」代表「稜脊」，字尾「-dorsa」代表「背」。

## 分布
本屬成員分布於喜馬拉雅東南隅，包含印度東北及緬甸西北。

## 歷史
2018年，奧克拉荷馬大學的王剀博士等人於《林奈學會動物學雜誌》（Zoological Journal of the Linnean Society）提出過去的攀蜥屬（Japalura）並非單系群，其地理分布和親緣關係上都跟其他的樹棲鬣蜥混雜。為了解決物種混亂的問題，王剀等人將該屬拆分為三個屬。原先的攀蜥屬（Japalura）繼續沿用，但是只限用於南亞的類群，並恢復過去的龍蜥屬（Diploderma）及建立一新屬稜背蜥屬（Cristidorsa）。

## 成員物種
- 東方稜背蜥 Cristidorsa otai：分布於印度東北及緬甸西北。
- 平背稜背蜥 Cristidorsa planidorsata：分布於印度東北